# Cole Motor Car Company

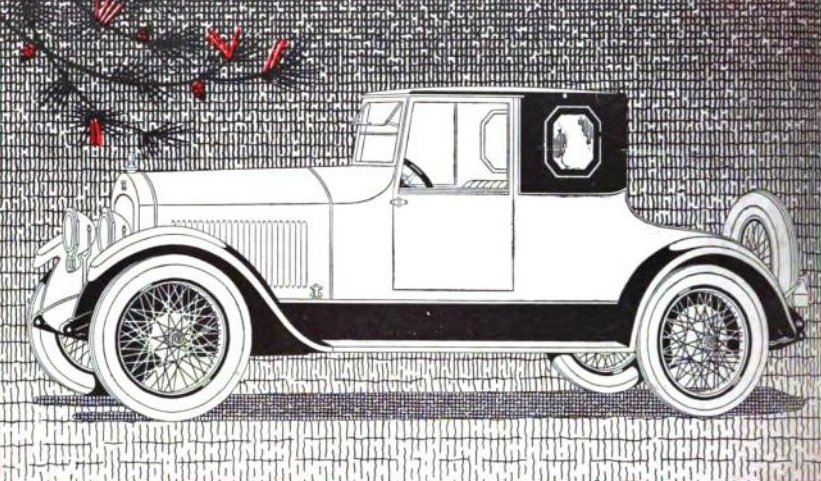
1919 Cole Aero-Eight

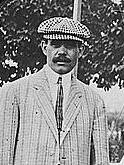
Joseph Jarrett Cole, 1911

Cole Motor Car Company var en biltillverkare i Indianapolis, Indiana, USA verksam åren 1908-1925. Coles bilar var lyxmodeller, och företaget var en pionjär inom V8-motorer.